# Philipp Keel

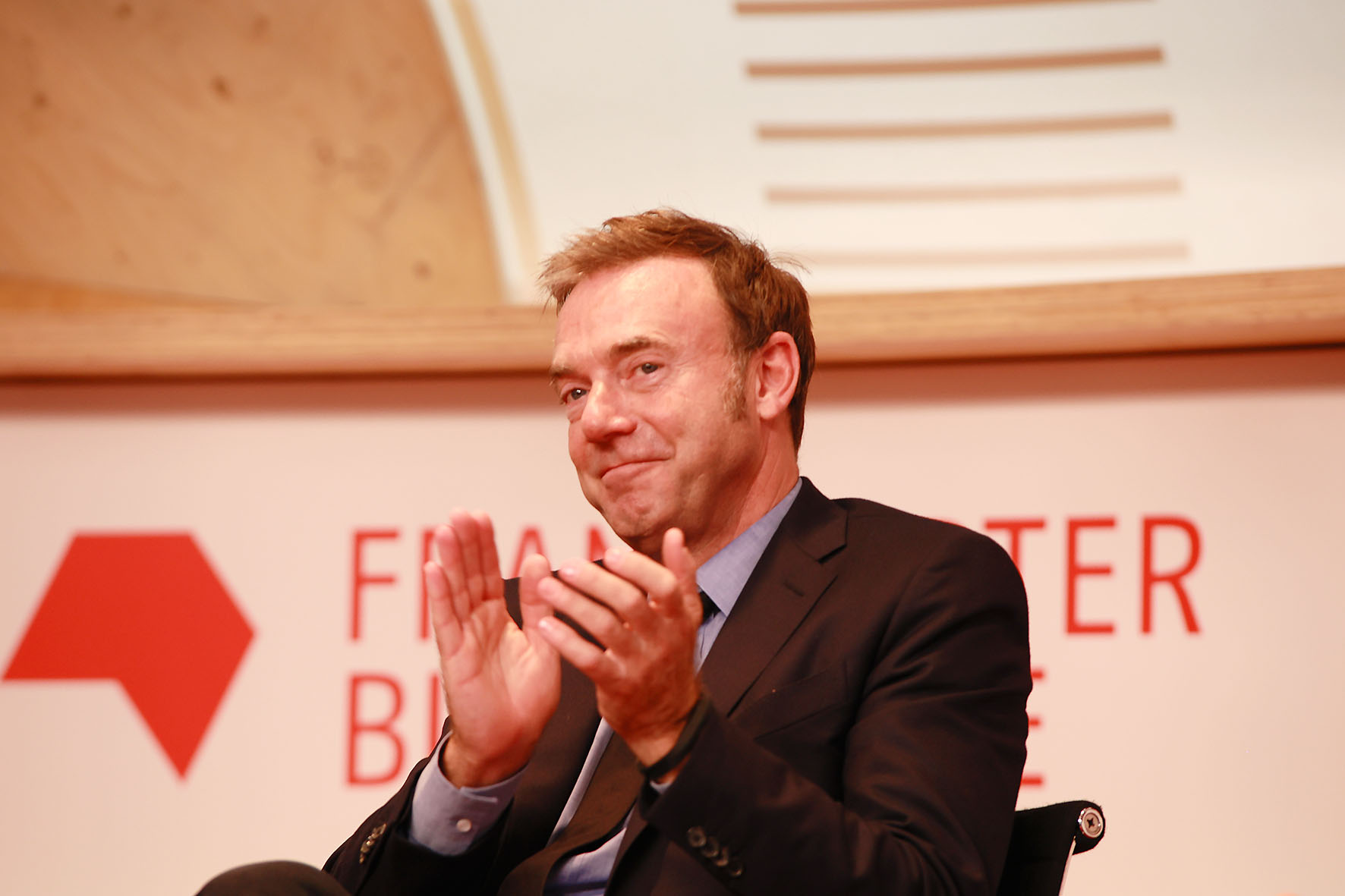
Philipp Keel auf der Frankfurter Buchmesse (2022)

Philipp Keel (* 16. Juli 1968 in Zürich, heimatberechtigt ebenda) ist ein Schweizer Künstler, Autor, Filmemacher und Verleger.

## Biografisches
Philipp Keel wurde als Sohn des Verlegers Daniel Keel (1930–2011) und dessen Frau, der deutschen Malerin Anna Keel, geb. Diekmann (1940–2010), in Zürich geboren. Er studierte Klavier am Berklee College of Music in Boston und Regie an der Hochschule für Fernsehen und Film München. Er lebte in Los Angeles und arbeitete dort als Künstler, Autor und Regisseur. Seine Buchreihen All About Me und Keel’s Simple Diary erreichten bis heute eine Gesamtauflage von rund 4 Millionen Exemplaren und machten ihn weltweit bekannt. Sein Fotoband Color prägte einen neuen fotografischen Stil, der dem Alltäglichen eine andere Dimension gibt.
2012 trat Philipp Keel die Nachfolge seines Vaters als Verleger von Diogenes an und gründete 2016 Diogenes Entertainment, für die er internationale Film- und Fernsehprojekte produziert. Seit 2019 ist er alleiniger Eigentümer der Diogenes Verlag AG. Er erhielt für seine Arbeit als Verleger 2022 den ›Premio Enrico Filippini‹.
Mit Zeichnungen und Bildern von Diogenes Künstlern aus der ›Sammlung Jakob und Philipp Keel‹ initiiert Philipp Keel Museumsausstellungen.
Er lebt und arbeitet in Zürich.

## Werk
Das künstlerische Werk von Philipp Keel umfasst Fotografien, Zeichnungen, Aquarelle, Ölbilder und Siebdrucke. Seine Kunst wird in zahlreichen internationalen Ausstellungen gezeigt und ist in vielen Sammlungen vertreten.
Seine künstlerische Arbeit ist inspiriert von David Hockney, Saul Steinberg, Henri Matisse, Tomi Ungerer, Irving Penn, Giorgio Morandi, Diego Velázquez, Richard Avedon und Saul Leiter. Auch die Kunst seiner Mutter Anna Keel, die Malerin und Zeichnerin war, hat ihn stark geprägt.

## Einzelausstellungen (Auswahl)
- Below the Surface, In The Pink, Loulé, 2024[13]
- Coincidences, Griesbach, Berlin, 2023[14]
- In Other Words, Bildhalle, Zurich, 15.12.22 - 26.02.23[15]
- Last Summer, Bildhalle, Zurich, 2019[16]
- Reasons and Seasons, Villa Flor, S-chanf, 2018
- Paintings, Drawings and Photographs, Apalazzogallery, Brescia, 2018
- Splash, Bildhalle, Zürich, 2017
- State of Mind, Villa Flor, S-chanf, 2014
- Splash, Camera Work, Berlin, 2013
- Tokyo Photo 5, Tokio, 2013
- AISA – Images of an Imaginary Continent, Galerie Judin, Zürich, 2005
- Paintings, Sculptures & Photography, Charim Galerie, Vienna, 2003
- Color, Ruth Bachofner Gallery, Santa Monica, 2002
- Imbue Prints, Galerie Zur Stockeregg & Art 32 Basel, Zürich, 2001

## Gruppenausstellungen (Auswahl)
- Fernweh, Bildhalle Zürich, 2020
- Fly Me to the Moon, Kunsthaus Zürich, 2019
- Photography on a Postcard, Photo London, 2019
- People at Art, Centre de la Photographie, Art Genève, 2017
- Empire II, 57. Biennale Venedig, 2017
- Photo Shanghai, 2014
- Paris Photo, 2013
- People and Places with No Name, Ace Gallery, Los Angeles, 2002
- California Dreaming, Libera Accademia di Belle Arti, Brescia, 2002
- Details, Faces & Abstracts, DJR International Art, New York, 2001
- L.A. Nude 5, Photo Impact, Los Angeles, 2000

## Publikationen (Auswahl)
- Last Summer, Steidl 2021
- Apalazzo Gazzetta, Apalazzogallery 2018
- Splash, Steidl 2015
- State of Mind, Nieves 2014
- Keel´s Simple Diary, volume two, Taschen 2011
- Keel´s Simple Diary, volume one, Taschen 2009
- AISA – Images from an Imaginary Continent, Edition Judin 2005
- Color, Steidl 2003
- All About Us, Broadway Books 2000
- Look at Me, Edition Stemmle / Abrams Books 1999
- All About Me, Broadway Books 1998